# 托梅利滕岩
71°47′S 2°29′W / 71.783°S 2.483°W
托梅利滕岩，是南極洲的岩石，位於毛德皇后地的瑪塔公主海岸，處於洛倫岑峰以東11公里，屬於阿爾曼嶺的一部分，挪威製圖師根據探險隊的測量和拍攝的空中照片繪入地圖，現時由南極條約體系管理。